# Pterolobium integrum
Pterolobium integrum är en ärtväxtart som beskrevs av William Grant Craib. Pterolobium integrum ingår i släktet Pterolobium och familjen ärtväxter. Inga underarter finns listade i Catalogue of Life.